# Musiqq
Musiqq — латвийский R'n'B-дуэт, образованный в 2009 году после распада предыдущего проекта музыкантов «Device». В состав группы входят русскоязычный Марат Оглезнев (лат. Marats Ogļezņevs) и латыш Эмилс Бальцерис (лат. Emīls Balceris), также известные, как Bermudu Divstūris. Композиции группы стали хитовыми в Латвии, их музыка проигрывается на местных музыкальных радиостанциях.
26 февраля 2011 дуэт выиграл национальный отбор на Конкурс песни Евровидение 2011. Группа выступала на конкурсе с песней «Angel in Disguise» («Переодетый ангел») во втором полуфинале (12 мая 2011). Во втором полуфинале дуэт набрал 25 баллов и занял 17 место, в финал конкурса коллектив не прошел.
В 2013 году группа выпустила новый сингл «Страна без названия»

## Дискография
- Šī ir tikai mūzika (2010)
- Vēl Viena Mūzika (2014)
- Silta Sirds (2015)

## Синглы
- Abrakadabra (2010)
- Klimata Kontrole (2010)
- No 10-10 (2010)
- Dzīve Izdodas (2010)
- Angel In Disguise (песня на конкурсе песни Евровидение 2011) (2011)
- Miljonārs (2011)
- Dari Ka Es (2012)
- While We’re Young (2012)
- Страна без названия (feat. Джакомо) (2013)
- Trakas Atmiņas (2013)
- Tu Tikai Runā Ar Mani (2013)
- Mūzika Plūst Pa Vēnām (2014)
- Saule Šodien Auksta (2015)
- Debesis Iekrita Tevī (feat. Prāta Vētra) (2016)